# Häckeberga slott

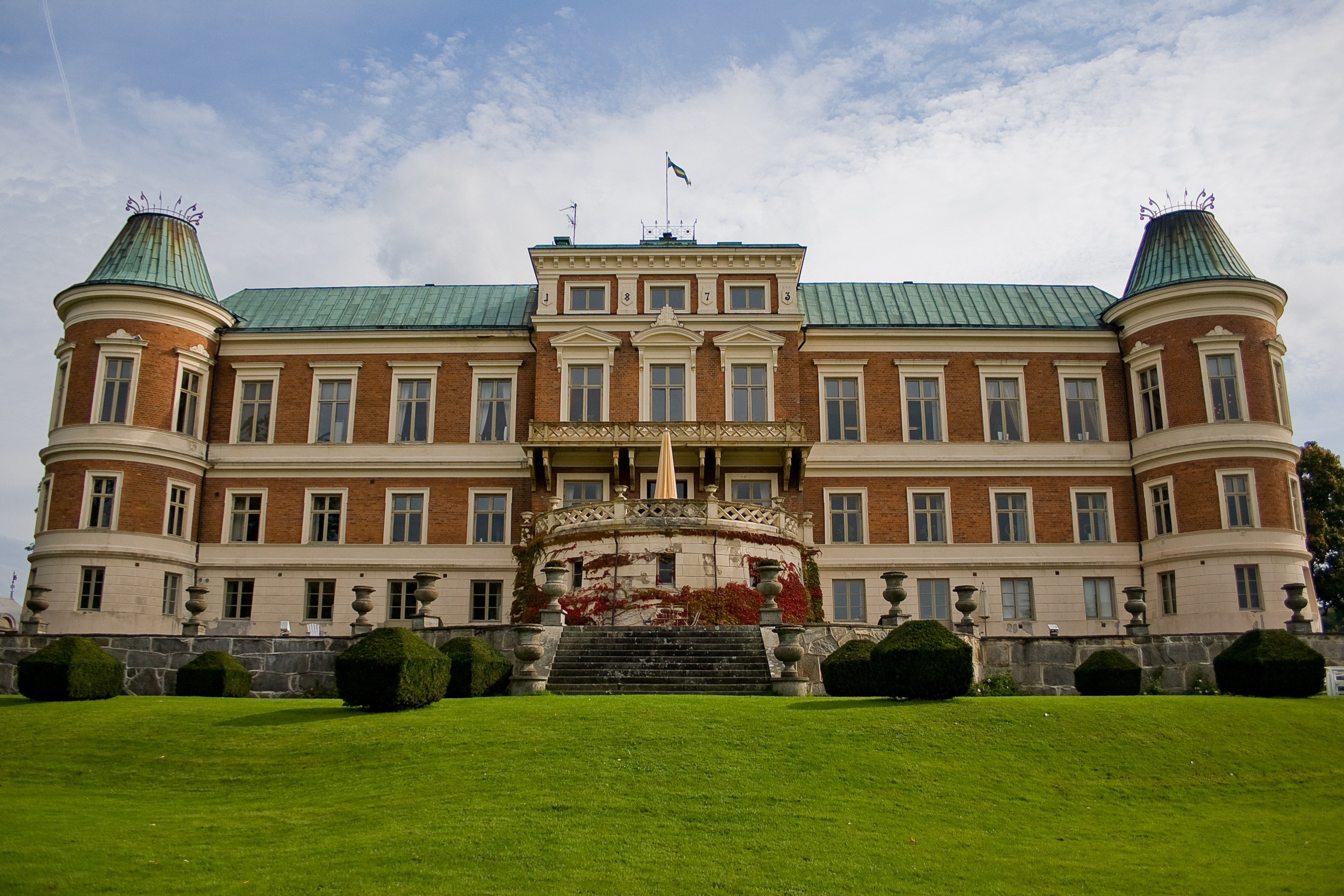
Häckeberga slott från sjösidan

Häckeberga slott är ett slott i Genarps socken i Lunds kommun nära Genarp.
Slottet är beläget på en av Häckebergasjöns sju holmar. Det uppfördes i fransk renässansstil 1873–1875 av Tönnes Wrangel von Brehmer efter ritningar av Helgo Zettervall. Byggnaden renoverades på 1990-talet. På slottet finns en gastronomisk restaurang och ett hotell.

## Historia
På drottning Margaretas tid beboddes Häckeberga av väpnaren Eske Brock. Det tillhörde senare medlemmar av släkten släkten Hak fram till 1528, då det genom giftermål övergick till släkten Ulfstand, som ägde slottet till 1652. Holger Gregersen Ulfstand lät 1530 uppföra en ståtlig borg, försedd med två starka hörntorn, ringmur och vindbrygga. Den brändes ned 1678 under skånska kriget, men stod delvis moderniserad kvar till mitten av 1800-talet. 
Sedan 1720-talet tillhörde Häckeberga ätten Silfverskiöld, men såldes på 1820-talet till Anders Wollmar. Genom hans dotter kom det till friherre Carl Gustaf Wrangel von Brehmer. Dennes barnbarns barn Dorothea, gift med Sten Tham, övertog Häckeberga 1940. Slottet ägs idag av deras barnbarn Wilhelm Tham. Efter en brand 1960 fick slottet koppartak. Numera, 2020, drivs det som hotell, restaurang och konferensanläggning.
2006 inrättade Mackmyra Svensk Whisky ett whiskylager vid Häckeberga slott. Den 3–9 augusti 2008 spelade Sveriges Television in Stjärnorna på slottet på slottet.